# Jorge Bucay
Jorge Bucay (ur. 30 października 1949 w Buenos Aires) – argentyński pisarz, z wykształcenia lekarz psychiatra. W 1973 roku ukończył medycynę na Uniwersytecie w Buenos Aires. Specjalizuje się w psychoterapii, pracując szczególnie metodą terapii Gestalt. Pracuje w różnych krajach na świecie, m.in. w Argentynie, Hiszpanii czy Meksyku, gdzie prowadzi zarówno terapię indywidualną, jak i terapię dla par. Jest członkiem Amerykańskiego Stowarzyszenia Terapii Gestalt. W 1997 roku reprezentował Argentynę na Międzynarodowym Kongresie Gestalt, który odbył się w Cleveland w Stanach Zjednoczonych. W rodzinnej Argentynie, do dzisiaj uważany jest za jednego z najlepszych psychologów.

## Życiorys
Jorge Bucay, korzystając ze swojej wiedzy i doświadczenia terapeutycznego, napisał i wydał wiele książek. Zostały one przetłumaczone na siedemnaście języków i stały się bestsellerami m.in. w Hiszpanii, Meksyku, Chile, Urugwaju, Wenezueli, Kostaryce i Portoryko. Głównym celem tych książek jest pomoc ludziom w rozwiązaniu problemów. W przeważającej części są to proste historie, które mają na celu wygenerowanie odbicia czytelnika, dzięki czemu czytelnik może odnieść podane tam przykłady do swojego życia. Jego książki mają jasny, prosty i zwięzły styl, który jest łatwy do zrozumienia przez każdego czytelnika, zarówno tego młodszego, jak i dorosłego. Każdy z tekstów zawiera przesłanie, z którego można wyciągnąć lekcję. To teksty, które uświadamiają czytelnikowi tematy takie jak ludzkie granice, osobista odpowiedzialność, możliwość przezwyciężenia swoich słabości i wiele innych.

## Dzieła
Jego teksty są w pewnym stopniu wezwaniem czytelnika do przemyśleń nad samym sobą i odnalezieniu w sobie swoich mocnych stron i zdolności. Niewątpliwie, książki te wymagają głębokiej refleksji i dzięki temu każdy czytelnik będzie mógł odnaleźć w nich coś dla siebie. Jego najważniejsze dzieła to:
- Cartas para Claudia (1986) (Listy do Klaudii) – jedna z pierwszych książek. Można znaleźć w niej odpowiedzi na wiele pytań dotyczących samopoznania, świadomości, miłości i motywów postępowania[4].
- Recuentos para Demián (1994) (Pozwól, że Ci opowiem … bajki, które nauczyły mnie jak żyć) – zbiór historii, przypowieści, bajek, anegdot z różnych stron świata i różnych tradycji. Pozwalają one lepiej poznać samego siebie oraz zrozumieć relacje z innymi ludźmi, pragnienia, dążenia. Pozwala nam uwierzyć, że wszystko, co złe może się zmienić, że można rozwiązać wszystkie swoje problemy[5][6].
- Cuentos para pensar (1997) – z tej prostej historii można wyciągnąć wspaniałe lekcje samodoskonalenia[2].
- Amarse con los ojos abiertos (2000) (Kochać z otwartymi oczami) – tutaj autor stara się pokazać czytelnikowi, jak ważne jest, aby kochać świadomie, unikając samooszukiwania się, widząc rzeczy takimi, jakimi są, nie trzymając się założeń lub własnych oczekiwań[7].
- El camino de la autodependencia (2000) (Droga do samozależności) – książka ta to monolog, wykład, prowokacja i dialog, napisana prostym językiem z przypowieściami i historiami[8].
- El mito de la diosa Fortuna (2006) – w książce tej autor porusza takie tematy jak przypadek, przeznaczenie czy szczęście z perspektywy mitologii[2].

W Polsce ukazały się dotychczas cztery jego książki:
- Pozwól, że ci opowiem – tytuł i rok wydania oryginału: Recuentos para Demián, 1994 (wydanie polskie: wydawnictwo Replika 2004),
- Kochać z otwartymi oczami – tytuł i rok wydania oryginału: Amarse con los ojos abiertos, 2000 (wydanie polskie: wydawnictwo Replika 2006),
- Listy do Klaudii – tytuł i rok wydania oryginału: Cartas para Claudia, 1986 (wydanie polskie: wydawnictwo Replika 2007).
- Droga do samozależności – tytuł i rok wydania oryginału: El camino de la autodependencia, 2000 (wydanie polskie: wydawnictwo Replika 2014)[9].